# Edsbyn
Edsbyn est une localité de Suède centrale située dans la commune de Ovanåker, dont elle est le bourg le plus peuplé et le chef-lieu. Elle appartient à la province historique du Hälsingland et dépend du comté de Gävleborg. Elle est traversée par le fleuve Voxnan.
En 2010, on y compte 3 985 habitants.
L'économie locale est dominée par le travail du bois et l'industrie du meuble, avec en particulier l'entreprise locale AB Edsbyverken. Celle-ci a aussi été, de 1934 à 1984, un très important producteur de skis, initialement skis de fond en bois. Cette activité a connu son apogée dans les années 1970, si bien que l'usine Edsbyverken revendiquait alors le titre de plus grand site de production de skis au monde. L'entreprise s'est retirée de ce marché en 1984 pour se spécialiser dans le mobilier pour bureaux et collectivités. D'anciens employés de l'entreprise ont repris à leur compte la fabrication de skis, mais cette activité a dû cesser en 1999.
La localité est principalement connue pour avoir été la ville d'enfance du créateur de Minecraft, Markus Persson, jusqu'à l'âge de sept ans.